# De vernedering
De vernedering is een hoorspel van Barry Bermange. The Mortification werd op 3 april 1964 door de BBC uitgezonden. Tuuk Buijtenhuijs vertaalde het en de VARA zond het uit op 25 januari 1978, van 16.03 uur tot 17.00 uur. De regisseur was Barry Bermange.

## Rolbezetting
- Hans Veerman (de gids)
- Frans Somers (het slachtoffer)
- Paul van der Lek (de eerste bezoeker)
- Hans Karsenbarg (de tweede bezoeker)

## Inhoud
Een man werkt al twintig jaar bij een firma, maar in de laatste twee maanden heeft hij al acht keer moeten verhuizen naar een andere werkkamer, steeds meer naar beneden. Hij vraagt zich af of dit is vanwege een conflict met de directie en kan het zo langzamerhand nauwelijks meer toeval noemen dat hij in een steeds donkerder en lager gelegen kamer terechtkomt.